# Stewartia
A Stewartia a hangavirágúak (Ericales) rendjébe és a teafélék (Theaceae) családjába tartozó nemzetség.

## Tudnivalók
A Stewartia növénynemzetség fajai, kettőn kívül, melyek Észak-Amerikában őshonosak, Délkelet- és Kelet-Ázsiában fordulnak elő. Fajtól függően 3-20 méter magas cserjék vagy fák.

## Rendszerezés
A nemzetségbe az alábbi 20 faj tartozik:
- Stewartia calcicola T.L. Ming & J. Li
- Stewartia cordifolia (H.L. Li) J. Li & T.L. Ming
- Stewartia crassifolia (S.Z. Yan) J. Li & T.L. Ming
- Stewartia densivillosa (Hu ex Hung T. Chang & C.X. Ye) J. Li & T.L. Ming
- Stewartia laotica (Gagnep.) J. Li & T.L. Ming
- Stewartia malacodendron L. - típusfaj
- Stewartia medogensis J. Li & T.L. Ming
- Stewartia micrantha (Chun) Sealy
- Stewartia monadelpha Siebold & Zucc.
- Stewartia obovata (Chun & Hung T. Chang) J. Li & T.L. Ming
- Stewartia ovata (Cav.) Weath.
- Stewartia pseudocamellia Maxim.
- Stewartia pteropetiolata W.C. Cheng
- Stewartia rostrata Spongberg
- Stewartia rubiginosa Hung T. Chang
- Stewartia sichuanensis (S.Z. Yan) J. Li & T.L. Ming
- Stewartia sinensis Rehder & E.H. Wilson
- Stewartia sinii (Y.C. Wu) Sealy
- Stewartia tonkinensis (Merr.) C.Y. Wu
- Stewartia villosa Merr.